# Tetyana Gamera-Shmyrko
Tetyana Gamera-Shmyrko (Ternopil, 1 de junho de 1983) é uma maratonista ucraniana.
Estreou no atletismo em corridas de meio-fundo e após 2009 transformou-se em corredora de longa distância, conseguindo seus primeiros sucessos nos 5000 m e depois na meia maratona. Estreou em maratonas em 2011 na Maratona de Cracóvia, com uma vitória e uma marca de 2:28.14, que a qualificou para representar o país no Campeonato Mundial de Atletismo de 2011 em Daegu, Coreia do Sul, onde ficou em décimo-quinto lugar.
O ano de 2012 foi o de entrada na cena internacional em alto nível para Gamera-Shmyrko; depois de um segundo lugar na Maratona Internacional Feminina de Osaka onde quebrou o recorde nacional ucraniano – 2:24.46 – fez várias melhores marcas pessoais nos 10000 metros (32:50), 10 km (33:25) e na meia-maratona (1:12.15) e participou da maratona olímpica de Londres 2012, onde teve uma participação acima das expectativas, com um sprint nos últimos quilômetros da prova que lhe deu a quinta colocação com novo recorde ucraniano – 2:24.32. Três anos depois, porém, em dezembro de 2015, no rol de investigações feitas pela Federação Ucraniana de Atletismo, Gamera foi desqualificada por doping e seu resultado anulado. :33  Seus resultados na Maratona de Osaka, da qual havia sido tricampeã entre 2013–2015, incluindo o recorde nacional ucraniano, também foram anulados, sendo suspensa por quatro anos. 